# Srednjaja Achtuba
Srednjaja Achtuba (in lingua russa Средняя Ахтуба) è un insediamento di tipo urbano (villaggio operaio) dell'oblast' di Volgograd, in Russia. È il centro amministrativo del rajon Sredneachtubinskij.
Si trova sulla riva sinistra del fiume Achtuba.